# Arcadia (poema)
L'Arcadia è un prosimetro pastorale di Jacopo Sannazaro, scritto verso la metà degli anni ottanta del Quattrocento e pubblicato nel 1504 a Napoli. La prima stesura circolò sotto forma di manoscritto prima della sua pubblicazione a stampa. L'opera ha un posto di rilievo nella storia della prosa e della poesia europee, e può essere considerata un vero e proprio fenomeno editoriale dell'epoca e un vero classico letterario nei secoli successivi.

## Trama
L'opera ha un impianto molto semplice ed eminentemente statico e lirico più che narrativo in senso stretto. La storia dura 6 giorni, dal 20 al 25 aprile (le antiche feste di Pale). Il protagonista è il pastore Sincero (sotto il quale si cela lo stesso Sannazaro), che narra in prima persona la sua vita in Arcadia, una regione impervia dell'antica Grecia dove, come volevano le fonti classiche, i pastori vivevano felici e non facevano altro che pascolare animali e cantare inni con zufoli e zampogne.
Leggendo si scopre che Sincero non è un arcade, ma un napoletano rifugiato in Arcadia tra i pastori, il quale alla fine è indotto a tornare a Napoli da un brutto sogno (allegoria della caduta di Napoli sotto Carlo VIII di Francia nel 1494 col conseguente crollo della "politica dell'equilibrio"). Attraversando grotte e antri, giunge in città dove viene a conoscenza della morte della donna amata. Qui tristemente si conclude la storia.
Questa esile vicenda è contornata da moltissimi episodi e personaggi secondari (molti dei quali reali, anche se trasfigurati col nome pastorale), da lunghissime descrizioni di bellezze naturalistiche, di opere d'arte (un vaso in legno di acero dipinto dal Mantegna, ad esempio, nella prosa XI; o le porte del tempio di Pale in quella VIII), da canti d'amore e diatribe amorose tra i vari pastori, giochi funebri (nella prosa XI), e così via.

## Genesi
L'Arcadia è un prosimetro (componimento misto di prosa e di poesia) di ambientazione pastorale, composto da 12 prose intervallate 12 ecloghe, preceduto da una prefazione e concluso da un congedo intitolato Alla Sampogna.
Essa venne composta in un lungo arco di tempo, di circa 20 anni. Poiché alcuni punti e date nella storia del testo sono controversi, le informazioni sulla sua genesi sono qui riprese dall'edizione a cura di Francesco Erspamer, citata in bibliografia in fondo, e da altri.
Sembra che intorno al 1480 il poeta abbia composto alcune ecloghe di ambientazione pastorale (le attuali I, II, VI), e solo dopo decise di fonderle assieme, continuarle e costruire una storia.
Forse al 1475-85 risale la prima redazione del testo, il cui titolo era Aeglogorum liber Arcadius inscriptus, e poi Libro pastorale nominato (intitulato) Arcadio. Questa prima redazione comprende solo le prime 10 parti dell'opera attuale. Di questa prima versione ci sono rimasti diciannove codici, che furono diffusi nei principali centri culturali italiani.
Il poeta tuttavia la accantonò e vi tornò più di dieci anni dopo, forse intorno al 1490 o al 1496, aggiungendovi le ultime due parti, il congedo Alla sampogna, e rivedendo profondamente la veste linguistica, orientandola in senso più toscano ed omogeneo e sfumando i dialettismi e i latinismi crudi (la cosiddetta seconda stesura, di cui non sono rimasti manoscritti).
L'opera vide finalmente la luce a Napoli nel 1504 per le stampe di Sigismondo Mayr a cura di Pietro Summonte (per questo detta edizione summontina), anche se ad insaputa dell'autore, all'epoca esule in Francia. Come specificato dal Summonte nella dedica al cardinale d'Aragona, il manoscritto gli era stato dato dal fratello dello stesso poeta, rimasto a Napoli, e la sua edizione ha lo scopo di emendare le precedenti edizioni, tutte scorrettissime, cioè una del 1501, ed una veneziana del 1502 (di cui però a noi oggi non rimane traccia). L'intera tradizione testuale dell'opera discende pertanto all'edizione summontina.
Al suo ritorno dalla Francia, tuttavia, il poeta, intento alla composizione del De partu Virginis, non si curò di approntare un'edizione diversa, eventualmente da lui riveduta, e abbandonò l'opera al suo destino, il quale fu fortunatissimo e fece rapidamente dell'Arcadia uno dei testi più letti e ristampati di sempre.
Nel 1514 anche il celebre editore veneziano Aldo Manuzio ne diede ai torchi una edizione, che è, oltre agli Asolani di Pietro Bembo, l'unico altro testo di prosa contemporanea stampato dal Manuzio.

## Struttura
L'opera può dividersi sostanzialmente in cinque blocchi: 
- il primo è il prologo;
- il secondo comprende le prose I-VI (e le rispettive ecloghe, tre delle quali sono le più antiche) e fornisce l'inquadramento generale, la presentazione dei personaggi e le prime diatribe d'amore;
- il terzo comprende la sola prosa VII, che narra la vicenda di Sincero e funge da cerniera tra la prima e la seconda parte;
- il quarto comprende le restanti prose VIII-XII ed ecloghe, dove la storia si conclude, col sogno e il ritorno a Napoli;
- l'ultimo è il congedo Alla sampogna.

Il testo è preceduto dalla Dedica del Summonte, citata in precedenza.

## Fonti
Nel breve giro di scarse 200 pagine odierne, il Sannazaro dà fondo alla sua vasta erudizione sia classica (e greca e latina) sia in volgare: tra le fonti si ricordino almeno l'Elegia di Madonna Fiammetta, il Filocolo, il Ninfale d'Ameto, il Ninfale fiesolano e il Decameron del Boccaccio, il De balneis Puteolanis di Pietro da Eboli, il Bucolicum carmen del Petrarca, oltre ovviamente a Dante.
Tra i classici, vasti "saccheggi" vengono dalla Naturalis historia di Plinio il Vecchio (nelle prose VIII-IX-X), dalle opere di Virgilio e Columella, dai Fasti, dagli Amores e dalle Metamorfosi di Ovidio (nelle prose III e IX), dalla Tebaide di Stazio (prose XI-XII). Si aggiungano Ausonio, Bione, Calpurnio Siculo, Catullo, Claudiano, Mosco, Orazio, Nemesiano, Teocrito e Omero. Tra i moderni Chariteo, Poliziano, Pontano e De Jennaro.
Le egloghe, spesso lamenti amorosi, sono componimenti metricamente complessi, quasi sempre in rime sdrucciole o inframmezzate (frottole, canzoni, madrigali, etc.).

## Lingua
Nella letteratura italiana l'Arcadia ha avuto anche un altro pregio, sotto l'aspetto linguistico: nel passaggio dalla prima alla seconda redazione, indicate sopra, il poeta ha deciso di petrarchizzare fortemente il lessico costituendo così il primo vero modello di una letteratura in prosa e poesia che, toscaneggiando fuori di Toscana, ambisse a collocarsi come 'italiana' in senso totale, superando la grande frammentazione linguistica della cultura quattrocentesca ed aprendo la strada al classicismo rinascimentale.
Ugualmente Sannazaro fece lo stesso anche per le sue Rime, di stretta osservanza petrarchesca, creando non solo uno splendido canzoniere, ma giungendo, con netto anticipo, alle stesse conclusioni letterarie ed estetiche propugnate da Bembo nelle Prose del 1525. Le Rime di entrambi questi poeti verranno stampate nel 1530, ma le due operazioni culturali e linguistiche andranno intese se non come separate (del resto entrambi erano in forte contatto con la corte romana), di certo indipendenti ed originali; anzi l'inizio dei lavori di Sannazaro (ben più vecchio del Bembo) è certo che risalga a molto prima rispetto a quello del Bembo per le sue Rime.

## Fortuna
Questa è stata la prima opera "pastorale" dell'Europa rinascimentale ad aver incontrato il successo internazionale, basti pensare alle 66 edizioni italiane nel Cinquecento e all'influenza esercitata sulla letteratura francese, spagnola, portoghese e inglese.
L'Arcadia di Sannazaro, insieme alla Diana dello spagnolo Jorge de Montemayor (Los siete libros de la Diana, 1559), opera che deve molto al lavoro di Sannazaro, ebbe un profondo impatto sulla letteratura di tutta Europa fino alla metà del XVII secolo. Anzi, l'Arcadia sarà da ritenersi davvero fra le opere che abbia più influenzato l'intero immaginario occidentale nei suoi sogni di altrove nel tempo e nello spazio: le fonti classiche infatti descrivono scarsamente questa regione della Grecia che doveva essere, anzi, desertica. L'averla trasformata in un luogo edenico e lussureggiante collocato alle origini della civiltà tutta è vera invenzione del Sannazzaro e a lui va legittimamente attribuita, un'idea che passando per Montaigne, giunge diretta ai giusnaturalisti francesi e alla cultura settecentesca (il mito del buon selvaggio, lo stato di natura ecc...).
In Italia la sua influenza storicamente più evidente è la nascita dell'omonima accademia, fondata nel 1690. Sino all'Ottocento l'Arcadia è stata considerata dalla tradizione classicista un modello fondamentale, ma in epoca romantica decadde rapidamente. Nel '900 è stata rivalutata e considerata un capolavoro dell'Umanesimo meridionale.
A parte questo, l'Arcadia del Sannazaro è venuta a costituire un vero e proprio topos dell'immaginario occidentale: il Sannazaro, infatti, fu il primo a fare della brulla terra di Arcadia (tale è descritta dalle fonti classiche) una rigogliosa terra felice, piena di schermaglie amorose e di squarci campestri, innocente, pura: ancora oggi il senso della parola arcadico include la sfumatura della sua trasfigurazione letteraria […] idilliaco e bucolico (dizionario Treccani), il che è dovuto all'interpretazione della regione greca fornita dal poeta napoletano.

## Edizioni
- Jacopo Sannazaro, Arcadia, a cura di Enrico Carrara, Torino, UTET, 1944, SBN CAG0558797.
- Jacopo Sannazaro, Arcadia, a cura di Francesco Erspamer, Milano, Mursia, 1990, ISBN 88-425-0426-2.
- Jacopo Sannazaro, Arcadia, a cura di Gianni Villani, Quaderni di filologia e critica, n. 7, Roma, Salerno, 2002, ISBN 88-8402-024-7.
- Jacopo Sannazaro, Arcadia, a cura di Carlo Vecce, Roma, Carrocci, 2013, ISBN 978-88-430-6623-0.